# Katie Dabson
Katie Dabson es una deportista británica que compite en vela en las clases Nacra 17 y Formula Kite.
Ganó una medalla de oro en el Campeonato Mundial de Nacra 17 de 2017 y una medalla de bronce en el Campeonato Europeo de Nacra 17 de 2017. Además, obtuvo una medalla de bronce en el Campeonato Europeo de Formula Kite de 2020.

## Palmarés internacional
| Campeonato Mundial | Campeonato Mundial        | Campeonato Mundial | Campeonato Mundial |
| Año                | Lugar                     | Medalla            | Clase              |
| ------------------ | ------------------------- | ------------------ | ------------------ |
| 2017               | La Grande-Motte (Francia) | Medalla de oro     | Nacra 17           |
| Campeonato Europeo |                           |                    |                    |
| Año                | Lugar                     | Medalla            | Clase              |
| 2017               | Kiel (Alemania)           | Medalla de bronce  | Nacra 17           |

| Campeonato Europeo | Campeonato Europeo | Campeonato Europeo | Campeonato Europeo            |
| Año                | Lugar              | Medalla            | Clase                         |
| ------------------ | ------------------ | ------------------ | ----------------------------- |
| 2020               | Traunsee (Austria) | Medalla de bronce  | Formula Kite por relevo mixto |